# Volksbank Raesfeld und Erle
Die  Volksbank Raesfeld und Erle eG  ist eine deutsche Genossenschaftsbank mit dem Sitz in der nordrhein-westfälischen Gemeinde Raesfeld im Kreis Borken.

## Geschichte
Die ehemalige Volksbank Raesfeld e.G. wurde am 21. Juni 1885 als Spar- und Darlehnskasse in Raesfeld gegründet. Zwei Jahre später, am 17. Oktober 1887, erfolgte die Gründung der ehemaligen Volksbank Erle eG. Ein geschichtlicher Abriss zur Volksbank Erle siehe im Artikel zur Volksbank Erle.
Die heutige Volksbank Raesfeld und Erle eG entstand im Jahre 2021 aus der Fusion der Volksbank Raesfeld e.G. mit der Volksbank Erle eG.

## Rechtsverhältnisse
Die Volksbank Raesfeld und Erle eG (lt. GnR „Volksbank Raesfeld und Erle e.G.“) ist im Genossenschaftsregister beim Amtsgericht Coesfeld unter GnR 149 eingetragen.

## Organisationsstruktur
Rechtsgrundlagen sind das Genossenschaftsgesetz und die durch die Generalversammlung beschlossene Satzung. Organe der Bank sind der Vorstand, der Aufsichtsrat und die Generalversammlung.

## Sicherungseinrichtung
Die Volksbank Raesfeld und Erle eG ist der amtlich anerkannten Sicherungseinrichtung des Bundesverbandes der Deutschen Volksbanken und Raiffeisenbanken GmbH und der zusätzlichen freiwilligen Sicherungseinrichtung des Bundesverbandes der Deutschen Volksbanken und Raiffeisenbanken e.V. angeschlossen.

## Geschäftsausrichtung
Die Volksbank Raesfeld und Erle eG betreibt das Universalbankgeschäft. Im Verbundgeschäft arbeitet sie mit der DZ Bank, R+V Versicherung, Bausparkasse Schwäbisch Hall, Teambank, VR Leasing, DZ Hyp und der Union Investment zusammen.

## Geschäftsgebiet
Das Geschäftsgebiet liegt im Süden des Kreises Borken.
An diesen Orten betreibt die Bank Filialen:
- Raesfeld (Hauptstelle, jur. Sitz)
- Erle (Geschäftsstelle)